# 安東·庫什尼爾
安东·谢尔盖耶维奇·库什尼尔（羅馬化：Anton Syargeyevich Kushnir；1984年10月13日—），白俄羅斯自由式滑雪運動員，曾參加過2006、2010和2014年冬季奧運他擁有五座世界盃冠軍。。他在2011年世界自由式滑雪錦標賽奪得銅牌。2014年冬季奧運他以奧運史上最高成績奪得金牌。